# Jevgeni Novikov
Jevgeni Novikov (ur. 28 czerwca 1980 w Narwie) – estoński piłkarz, pomocnik. W reprezentacji Estonii zadebiutował w 2001 roku. Rozegrał w niej 13 meczów, w których zdobył dwa gole.